# Calle de Alberto Aguilera
La calle de Alberto Aguilera (antes paseo de Areneros) es una avenida de Madrid que va desde la glorieta de Ruiz Giménez, conocida popularmente como glorieta de San Bernardo, hasta la calle Princesa. Desde 1903 lleva el nombre del alcalde Alberto Aguilera, promotor de la red de bulevares en la capital de España.

## Historia

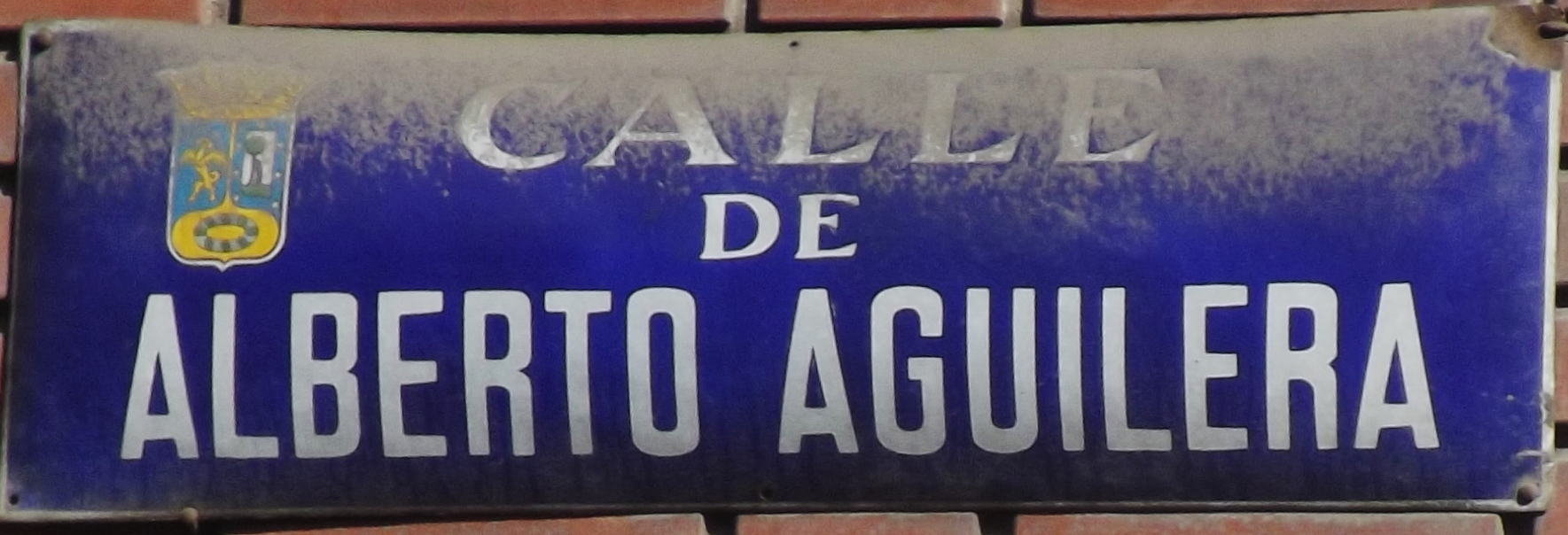
Placa de la calle

En su origen se trataba de una ronda denominada paseo de Areneros que iba desde la Puerta de Fuencarral hasta el portillo de San Bernardino, y como prolongación de  la cuesta de Areneros (luego calle del Marqués de Urquijo). Otros cronistas aventuran la versión de que el origen de los harineros fuera debido a la existencia de un molino en el siglo xviii. En el periodo 1908-1915 se construyó el ICAI (Instituto Católico de Artes e Industrias) en el número 25, trazado por Antonio Palacios Ramilo, como una de las sedes de la Universidad Pontificia Comillas. Al final de la calle se encontraba el barrio de las Pozas (cercano a la calle de la Princesa). Durante la defensa de Madrid en la Guerra Civil la calle fue arrasada por su cercanía con uno de los frentes de batalla del asedio a la capital de España. 
En su recorrido se conserva el diseño de la gasolinera Gesa obra de Casto Fernández-Shaw de 1927, obra maestra del racionalismo español, cuya torre se demolió en 1977 y fue restaurada completamente en 1996 utilizándose los mismos materiales que la original. En la actualidad está en proceso de ser declarada bien de interés patrimonial. Es igualmente notable el palacete situado en el número 20 de la misma calle construido en los años 20 del pasado siglo obra del arquitecto Luis Bellido y González, que actualmente alberga la sede de la Casa de México en España.